# Teuladan (Lembah Seulawah)
Teuladan is een bestuurslaag in het regentschap Aceh Besar van de provincie Atjeh, Indonesië. Teuladan telt 955 inwoners (volkstelling 2010).